# Eois insolita
Eois insolita là một loài bướm đêm trong họ Geometridae.